# Маруа, Барб
Барбара Джин (Барб) Маруа (англ. Barbara Jean (Barb) Marois, 1 марта 1963, Оберн, Массачусетс, США) — американская хоккеистка (хоккей на траве), полевой игрок. Бронзовый призёр чемпионата мира 1994 года, двукратный серебряный призёр Панамериканских игр 1987 и 1995 годов, бронзовый призёр 1991 года. Участвовала в летних Олимпийских играх 1988 и 1996 годов.

## Биография
Барб Маруа родилась 1 марта 1963 года в американском городе Оберн в штате Массачусетс.
Играла в хоккей на траве за университет Нью-Гэмпшира, в составе его команды «Нью-Гэмпшир Уайлдкэтс» в 1985 году выиграла чемпионат Национальной ассоциации студенческого спорта.
В 1991—1994 годах четырежды подряд признавалась лучшей хоккеисткой США.
В 1988 году вошла в состав женской сборной США по хоккею на траве на летних Олимпийских играх в Сеуле, занявшей 8-е место. Играла в поле, провела 5 матчей, мячей не забивала.
В 1996 году вошла в состав женской сборной США по хоккею на траве на летних Олимпийских играх в Атланте, занявшей 5-е место. Играла в поле, провела 7 матчей, забила 2 мяча (по одному в ворота сборных Южной Кореи и Аргентины).
В 1994 году завоевала бронзовую медаль чемпионата мира в Дублине, забила 1 мяч. Также участвовала в чемпионатах мира 1986 и 1990 годов.
Дважды выигрывала серебряные медали хоккейных турниров Панамериканских игр — в 1987 году в Индианаполисе и в 1995 году в Мар-дель-Плата. В 1991 году в Гаване стала бронзовым призёром.
В 1995 году выиграла бронзовую награду Трофея чемпионов.
После окончания игровой карьеры переехала в Йорк в штате Мэн, где работала тренером по хоккею на траве и преподавателем физкультуры в колледже.

## Увековечение
В 2004 году введена в Зал славы хоккея на траве США.